# Hüseyin Numan Menemencioğlu
Hüseyin Numan Menemencioğlu (1893-1958) foi um diplomata e político turco.
Seu pai, Rıfat, da província de Aydın (oeste da Turquia), era funcionário público e ministro das Finanças do Império Otomano. Sua mãe Feride, de origem albanesa, era filha de Namık Kemal, um conhecido intelectual do século XIX. Hüseyin nasceu em Bagdá (agora no Iraque) porque o pai estava lá deslocado em serviço. Formou-se na escola secundária em Salónica (agora na Grécia) e na escola de ensino médio em Istambul. Depois, estudou na faculdade de direito da Universidade de Lausanne. Após a formatura, começou a servir no Ministério das Relações Exteriores do Império Otomano.
Após a ocupação de Istambul pelos aliados da Primeira Guerra Mundial, serviu para a recém-fundada Turquia. Serviu em Berna, Bucareste, Budapeste e Beirute. Depois de 1929, foi nomeado secretário geral do Ministério. Era um diplomata brilhante e participou em negociações como a questão do Estreito (Convenção de Montreux) e a questão Hatay (República de Hatay). Entrou na política e foi eleito deputado do Partido Popular Republicano pela província de Gaziantep. Entre 9 de julho de 1942 e 16 de junho de 1944, nos governos 13 e 14 da Turquia, foi nomeado Ministro das Relações Exteriores da Turquia. O aeu termo coincide com a Segunda Guerra Mundial. Depois da política, retomou a missão diplomática e foi nomeado embaixador em Paris e depois em Lisboa.
Após a sua reforma, voltou à política nas eleições gerais de 1957 e foi eleito deputado do Partido Democrata pela província de Istambul. No entanto, morreu logo depois, em 15 de fevereiro de 1958, em Istambul.